# Toxoproctis flavociliata
Toxoproctis flavociliata är en fjärilsart som beskrevs av Swinhoe 1901. Toxoproctis flavociliata ingår i släktet Toxoproctis och familjen tofsspinnare. Inga underarter finns listade i Catalogue of Life.